# Timoteo de Éfeso
Timoteo, a quien el libro de los Hechos de los Apóstoles describe como un «discípulo», «hijo de una mujer judía creyente y de padre griego» (Hechos 16:1), fue un cristiano del siglo I citado en numerosos pasajes del Nuevo Testamento, siempre asociado con la figura de Pablo de Tarso. Fue sin duda uno de los más fieles colaboradores del Apóstol, tanto en sus viajes misioneros en los que formó parte del equipo misional paulino, como también en calidad de portador de sus mensajes o de sus epístolas, o incluso comitente de alguna de sus cartas auténticas, tal el caso de la Epístola a Filemón. Mencionado 6 veces en los Hechos de los Apóstoles, 17 veces en las epístolas paulinas y 1 vez en la Epístola a los hebreos, Timoteo tuvo sin dudas una marcada importancia histórica a los ojos del apóstol Pablo, quien llegó a considerarlo casi como un alter ego, como se infiere del gran elogio que traza de él en su Epístola a los filipenses, su comunidad dilecta:

Espero en el Señor Jesús poder enviaros pronto a Timoteo, para quedar también yo animado con vuestras noticias. Pues a nadie tengo de tan iguales sentimientos que se preocupe sinceramente de vuestros intereses [...] Vosotros conocéis su probada virtud, pues como un hijo junto a su padre ha servido conmigo en favor del Evangelio.
Pablo de Tarso, Epístola a los filipenses 2:19-22

Más aún, el hecho de que Timoteo haya sido destinatario de dos escritos neotestamentarios, la Primera y la Segunda epístola a Timoteo escritas por Pablo o por autores que recurren a la autoridad de la tradición paulina (si se tratara de escritos pseudoepigráficos), muestra la importancia que Timoteo tuvo como pastor en el siglo I.
Según la Historia Ecclesiae (3 ,4) de Eusebio de Cesarea, Timoteo fue constituido obispo de Éfeso por el propio Pablo. Se lo venera como santo en la Iglesia católica, en la Iglesia copta y en la Iglesia ortodoxa.
La información que se tiene sobre él proviene mayormente de la Biblia.

## Hipótesis
Richard G. Fellows sostuvo que Timoteo y Tito (otro discípulo de Pablo) fueron en realidad la misma persona, tratada en el segundo caso con un nombre informal. La mayoría de los especialistas paulinos desestiman esta hipótesis al considerar a Timoteo y Tito como dos personas distintas, en consonancia con el pasaje la Segunda epístola a Timoteo que, teniendo a Timoteo por destinatario, menciona que Tito se ha marchado a Dalmacia (2Timoteo 4:9-10).